# 768

## Догађаји
- 24. септембар – Краљ Пипин III умире у Сен Денију, Неустрија. Франачко краљевство је подељено између његова два сина: Карла Великог и Карломана I. Према салском закону, Карло Велики добија спољне делове краљевства који се граниче са морем, наиме Неустрију, западну Аквитанију и северне делове Аустразије; док је Карломану додељен претходни део његовог ујака, унутрашњи делови: јужна Аустразија, Септиманија, источна Аквитанија, Бургундија, Прованса, Швабија и земље које се граниче са Италијом.
- Вајофар, војвода од Аквитаније, и његова породица су заробљени и погубљени од стране Франака у шуми Перигор. Вајофаров рођак Хуналд II наслеђује његове захтеве и наставља борбу против Карла Великог.
- Фруела I, краљ Астурије, убијен је у Кангасу, својој престоници, након што је убио свог брата Вимерана. Фруелу наслеђује његов рођак Аурелије, кога бира племство.
- У Ал-Андалузу, берберски племенски поглавар Сакија ибн Абд ал Вахид ал-Микнаси предводи побуну против Кордобског емирата, у данашњој шпанској провинцији Екстремадура.
- Светиште Касуга подиже у Нари (Јапан) породица Фуџивара. Унутрашњост је позната по многим бронзаним фењерима, као и каменим фењерима који воде до шинтоистичког светилишта.
- 7. август – Папа Стефан III наслеђује Павла I као 94. римски папа. Антипапа Константин II је свргнут у Риму, интервенцијом краља Дезидерија од Ломбарда, након кратке владавине (видети 767).
- Лебуин, англосаксонски мисионар, оснива град Девентер (данашња Холандија) и гради дрвену цркву на обали реке Ејсел.
- Надбискуп Елфод од Гвинеда убеђује Велшку цркву да прихвати римско датирање Ускрса, како је договорила Британска црква на Сабору у Витбију.

## Смрти
- 24. септембар — Пипин Мали, франачки краљ
- Паган (бугарски хан)

- Фруела I Астуријски